# Wassil Kiryjenka
Wassil Wassilewitsch Kiryjenka, auch Vasil Kiryienka (belarussisch Васіль Васілевіч Кірыенка; * 28. Juni 1981 in Homel, BSSR, UdSSR) ist ein ehemaliger Radrennfahrer und belarussischer Nationaltrainer im Bahn- und Straßenradsport.

## Karriere
Einen ersten internationalen Erfolg erzielte Kiryjenka im Jahr 2005 beim italienischen Eintagesrennen Coppa della Pace. Im selben Jahr wurde er belarussischer Zeitfahrmeister und konnte diesen Erfolg im Jahr 2006 wiederholen. Bei den Straßen-Weltmeisterschaften in Salzburg wurde er überraschend Sechster im Zeitfahren. Bis zum Jahr 2008 trat Kiryjenka mehrmals als Etappensieger in kleineren Rundfahrten in Erscheinung.
Nachdem er eine Etappe des Giro d’Italia 2008 gewann und bei den Bahn-Weltmeisterschaften 2008 in Manchester Weltmeister im Punktefahren wurde, erhielt er 2009 beim Caisse d’Epargne seinen ersten Vertrag bei einem UCI ProTeam. Für dieses Team – das ab 2010 Movistar Team hieß – konnte er 2011 eine weitere Etappe beim Giro d’Italia und mit der Route du Sud sein erstes internationales Etappenrennen gewinnen.
Bei den UCI-Straßen-Weltmeisterschaften 2012 im niederländischen Limburg konnte er als Bronzemedaillengewinner an die 2006 gezeigten Leistungen anknüpfen. Nach Ablauf der Saison wechselte er zum Sky-ProCycling-Team und wurde für die Tour de France 2013 aufgestellt, die er jedoch nach der 9. Etappe wegen Überschreitens der Karenzzeit verlassen musste. Am Ende der Saison 2013 konnte er eine Etappe bei der Vuelta a España gewinnen.
Bei den ersten Europaspielen 2015 in Baku gewann er die Goldmedaille im Einzelzeitfahren. Am 23. September 2015 wurde er Weltmeister im Einzelzeitfahren bei den UCI-Straßen-Weltmeisterschaften in Richmond.
Am 31. Januar 2020 verkündete Kiryjenka aufgrund Herzproblemen seinen sofortigen Rücktritt vom Profiradsport. Er folgte damit den Ratschlägen seiner Ärzte.
Im Dezember 2020 wurde bekannt, dass Kiryjenka zukünftig als belarussischer Nationaltrainer im Straßen- und Bahnradsport sowie Sportlicher Leiter des belarussischen UCI Continental Teams BelAZ arbeiten werde.

## Erfolge
2005
- Belarussischer Meister – Einzelzeitfahren
- Coppa della Pace

2006
- Belarussischer Meister – Einzelzeitfahren
- eine Etappe Course de la Solidarité Olympique

2007
- eine Etappe Ster Elektrotoer
- eine Etappe Burgos-Rundfahrt

2008
- Weltmeister – Punktefahren
- Mannschaftszeitfahren Settimana Lombarda
- eine Etappe Giro d’Italia

2011
- eine Etappe Baskenland-Rundfahrt
- eine Etappe Giro d’Italia
- Gesamtwertung Route du Sud

2012
- Weltmeisterschaft – Einzelzeitfahren

2013
- eine Etappe Vuelta a España
- Weltmeisterschaft – Mannschaftszeitfahren

2014
- Mannschaftszeitfahren Settimana Internazionale

2015
- eine Etappe Giro d’Italia
- Europaspiele – Einzelzeitfahren
- Weltmeister – Einzelzeitfahren
- Chrono des Nations

2016
- Weltmeisterschaft – Einzelzeitfahren
- Chrono des Nations

2017
- Weltmeisterschaft – Mannschaftszeitfahren

2018
- Belarussischer Meister – Einzelzeitfahren

2019
- Europaspiele – Einzelzeitfahren

## Grand-Tour-Platzierungen
| Grand Tour            | 2005 | 2006 | 2007 | 2008 | 2009 | 2010 | 2011 | 2012 | 2013 | 2014 | 2015 | 2016 | 2017 | 2018 | 2019 |
| --------------------- | ---- | ---- | ---- | ---- | ---- | ---- | ---- | ---- | ---- | ---- | ---- | ---- | ---- | ---- | ---- |
| Giro d’ItaliaGiro     | –    | –    | –    | 35   | 68   | 37   | 24   | –    | –    | –    | 84   | –    | 102  | DNF  | –    |
| Tour de FranceTour    | –    | –    | –    | –    | –    | 58   | DNF  | 77   | DNF  | 86   | –    | 103  | 112  | –    | –    |
| Vuelta a EspañaVuelta | –    | –    | –    | 34   | 16   | –    | –    | –    | 73   | 110  | 83   | –    | –    | –    | DNF  |

| Weltmeisterschaft        | 2005 | 2006 | 2007 | 2008 | 2009 | 2010 | 2011 | 2012 | 2013 | 2014 | 2015 | 2016 | 2017 | 2018 | 2019 |
| ------------------------ | ---- | ---- | ---- | ---- | ---- | ---- | ---- | ---- | ---- | ---- | ---- | ---- | ---- | ---- | ---- |
| StraßenrennenStraße      | –    | –    | –    | –    | 27   | –    | –    | DNF  | DNF  | 59   | DNF  | –    | 15   | DNF  | DNF  |
| EinzelzeitfahrenEZF      | 18   | 6    | 9    | 18   | 49   | –    | 23   | 3    | 4    | 4    | 1    | 2    | 5    | 9    | 31   |
| MannschaftszeitfahrenMZF | –    | –    | –    | –    | –    | –    | –    | 6    | 3    | 4    | 9    | 4    | 3    | 4    | –    |